# Ballymena
Ballymena (nom derivat de l'irlandès "an Baile Meánach", que vol dir "la comarca mitjana", en escocès de l'Ulster Bellamaina, Bellamena o Seiven Tours) és una ciutat d'Irlanda del Nord, al Comtat d'Antrim, amb una població de 28.717 habitants (cens del 2001).
La ciutat es troba en la terra donada a la família Adair per Carles I d'Anglaterra el 1626, la ciutat celebra dues fires anuals i un lliure mercat dels dissabtes a perpetuïtat. El 2012 el mercat del dissabte encara funcionava.
La ciutat celebra una fira agrícola al Showgrounds Ballymena. Encara hi ha molts edificis històrics de la ciutat. L'Ajuntament va ser construït el 1924 en el lloc del mercat i va ser reformat el 2007 amb un cost d'aproximadament £20 milions.

## Demografia
Ballymena és classificada com a gran ciutat per la Northern Ireland Statistics and Research Agency (NISRA) (amb una població entre 18.000 i 75.000 habitants). Segons el cens de 2001 tenia 28,717 habitants dels quals:
- 72,2% eren protestants, mentre que el 24,2% eren catòlics irlandesos.
- 21,6% tenien menys de 16 anys i el 19,6% tenien més de 60
- 47,5% són homes i el 52,5% eren dones
- 3,9% de la població entre 16–74 anys estaven a l'atur.
- 7,7% han nascut fora d'Irlanda del Nord.

## Història
Hi ha restes i jaciments dels segles V al vii, com els ringforts de Camphill Fort (Ballee) i Ballykeel, així com els enterraments de Kirkinriola. A finals del segle V es va fundar una església a Connor (5 milles al sud de Ballymena) i més tard un monestir a Templemoyle (Kells) que el 831 fou cremat pels vikings.
En el segle xii els normands conqueriren gran part del comtat d'Antrim i del Comtat de Down i van crear el nucli del comtat d'Ulster. Durant aquesta campanya es van construir grans monticles de terra coronats per torres de fusta, coneguts com a motes, i concebuts com a estructures defensives. L'àrea de Harryville (escocès de l'Ulster: Herrieville) de castell de mota i pati és un dels millors exemples d'aquest tipus de fortificació a Irlanda del Nord. els Uí Fhloinn derrotaren i rebutjaren al comte d'Ulster, John de Courcy, en 1177 i 1178.
En 1315 Edward Bruce (germà del rei Robert I d'Escòcia, conegut com a "Robert Bruce") envaí Irlanda. El 10 de setembre de 1315, a la batalla de Tawnybrack (5 milles al sud de Ballymena a Kells), Edward conquerí l'exèrcit del comte d'Ulster normand Richard De Burgh.
En 1576 la reina Elisabet I entregà terres, inclosa la ciutat de Ballymena, a Sir Thomas Smith. Aquestes terres havien estat expropiades per la corona després de la revolta de Shane O'Neill en la dècada de 1560. Smith va portar-hi colons anglesos, però no se'n sortí i el 1581 les terres van revertir a la corona.
El 10 de maig de 1607 el rei Jaume I entregà les terres de Ballymena a un cabdill nadiu Ruairí Óg MacQuillan. Les terres passaren per diversos propietaris fins que arribaren a les mans de William Adair, un escocès de Kinhilt. La propietat fou reanomenada temporalment "Kinhilstown" i a començaments del segle xvii fou construït l'original castell de Ballymena sobre el riu Braid. En 1626 Carles I confirmà les possessions de Ballymena a William Adair, juntament amb el dret d'organitzar-hi un mercat els dissabtes.
En 1641 la guarnició de Ballymena lluità contra els rebels però hagueren de retirar-se a Carrickfergus. El 1684 es va construir el primer edifici del mercat de Ballymena. El 1690 el Duc de Württemberg, un general guillemita, usà el castell de Galgorm com a quarter general. Sir Robert Adair organitzà un regiment de peu per al rei Guillem III i lluità a la batalla del Boyne.
Pel 1704 la població de Ballymena arribà a 800 habitants. En 1707 s'hi va construir la primera església protestant. En 1740 fou cremat el castell de Ballymena i el 1765 s'hi fundà l'assentament moravià de Gracehill. Durant la rebel·lió irlandesa de 1798 Ballymena fou ocupada del 7 al 9 de juny per una força d'uns 10.000 Irlandesos Units que atacaren l'edifici del Mercat matant-ne tres defensors.
En 1900 Ballymena assumí estatut urbà. Durant la Segona Guerra Mundial Ballymena fou la llar d'un gran nombre d'evacuats de Gibraltar. Durant el Conflicte d'Irlanda del Nord 11 persones foren assassinades a Ballymena, la majoria per grups paramilitars lleialistes.

## Esport
- Ballymena United FC
- Wakehurst FC
- Ballymena RFC
- All Saints GAC
- Ballymena Lawn Tennis Club
- Ballymena Road Club
- Braid Angling Club
- Ballymena Cricket Club
- Ballymena Bowling Club[7]

## Personatges
- Liam Neeson

## Agermanaments
- Gibraltar
- Morehead